# Pedro Gasset
Pedro Gasset Parrilla (Tarrasa, 22 de julio de 1924 – Tarrasa, 12 de agosto de 2012) fue un jugador de hockey hierba. Formó parte de la selección española que compitió en los Juegos Olímpicos de Londres 1948 y que fue eliminado en la fase de grupos. Jugó tres partidos como delantero. También consiguió la medalla de oro conseguida en los Juegos del Mediterráneo celebrados en Barcelona en 1955.
Gasset recibió el reconocimiento de la ciudad de Tarrasa que le entregó la medalla de plata el mérito deportivo en 1969. 